# Ferdinand Fargeot
Ferdinand Fargeot est un artiste peintre, affichiste, illustrateur, caricaturiste français né le 17 septembre 1880 à Lyon et mort le 15 novembre 1957 à Vienne (Isère). 

## Histoire
Né à Lyon, il part à Paris à la suite de la mort de son père. En 1897, il étudie ainsi aux Arts Décoratifs. En 1900, Fargeot arrive à Lyon via le service militaire, où il s'installe travaille à l'usine pour en 1902 devenir rédacteur et dessinateur en Progrès. Il commence à exposer en 1906 à Lyon au salon d'automne de Lyon. Il fonde le groupe PAN. Il expose le Pavillon de presse de l'exposition internationale de Lyon en 1914. En 1917, il est affecté aux archives et documents de guerre, puis au musée du Val-de-Grâce. Pendant la Première Guerre mondiale, Fargeot réalise de très émouvants dessins de Poilus.
Après la guerre, il habite à Paris, où il réalise une exposition en 1922 chez Georges Petit[réf. nécessaire]. En 1923, il habite à Alger à la villa Abd-el-Tif, où il est influencé par le style orientaliste. À la suite de cela, il expose plusieurs œuvres dans ce style. En 1926, il expose au Salon d'Automne à Paris. Il fonde le Salon de l'Art Décoratif Moderne en 1927, année il est fait chevalier de la légion d'honneur. Il réalise en 1933 la mosaïque extérieure de 200 m2 de la Bourse du travail de Lyon visite via la place Guichard. Il participe à l'exposition internationale de Paris. À la suite de la Seconde Guerre mondiale, il part à Vienne en Isère.

## Collections publiques
- Fantoches, Musée des beaux-arts, Nantes.
- Place des Corporations à Bruxelles, Musée des beaux-arts, Nantes.
- La dame à l'ombrelle, Musée des beaux-arts, Lyon.
- Carnaval, Musée des beaux-arts, Lyon.
- Personnages de la Commedia dell' arte, Musée de Grenoble.
- La gosse, dépôt de l'État au Musée de Vienne (Isère).
- La robe écossaise, Musée du Luxembourg.